# Rudolf Tröger
Rudolf Tröger (ur. 23 kwietnia 1905 w Lipsku, zm. 16 czerwca 1940 we Francji) – SS-Obersturmbannführer, prawnik, w latach 1938-1940 szef gdańskiego Gestapo. Jeden z głównych realizatorów akcji eksterminacji polskiej inteligencji na Pomorzu Gdańskim.

## Przed wojną
Rudolf Tröger był z wykształcenia prawnikiem. Tytuł doktora praw uzyskał w 1930. Do NSDAP wstąpił w 1933. W sierpniu 1937 rozpoczął pracę w Urzędzie Gestapo, a w listopadzie tego samego roku objął funkcję szefa placówki Gestapo (Stapo-Leitstelle) w Chemnitz.
W kwietniu 1938 berlińska centrala Gestapo skierowała Trögera do Gdańska, gdzie objął stanowisko kierownika policji kryminalnej Wolnego Miasta Gdańska (de facto tamtejszej ekspozytury Gestapo). Tröger odegrał wówczas kluczową rolę w przygotowaniach do likwidacji przedstawicieli tzw. "polskiej warstwy przywódczej" z terenów Wolnego Miasta Gdańska i północnej części Pomorza Gdańskiego - realizowanych w ramach szerszego planu eksterminacyjnego o kryptonimie "Tannenberg". Podległa mu gdańska policja polityczna sporządziła m.in. listy osób przewidzianych do aresztowania zaraz po wybuchu wojny, na których figurowały nazwiska wielu Polaków, Żydów oraz niektórych Niemców (w większości członków zdelegalizowanych partii opozycyjnych) z terenu Wolnego Miasta. Stan wstępnych przygotowań do eliminacji "wrogich elementów" w Gdańsku omawiano na zwołanej przez Trögera specjalnej naradzie, która odbyła się w czerwcu 1939 w siedzibie gdańskiej policji politycznej. 

## Udział w Intelligenzaktion
12 września 1939, niespełna dwa tygodnie po wybuchu II wojny światowej, dr Tröger objął dowództwo świeżo utworzonego Einsatzkommando 16 (EK 16) - specjalnej grupy operacyjnej (Einsatzgruppen) niemieckiej policji bezpieczeństwa i służby bezpieczeństwa, która działała w pierwszych miesiącach okupacji na zajętych przez Wehrmacht terenach Wolnego Miasta Gdańska i Pomorza Nadwiślańskiego. O jednostce tej niemiecki historyk Dieter Schenk pisał później, iż: "Komando 16 w Gdańsku ze swoimi rozmaitymi podgrupami było po prostu plutonem egzekucyjnym, którego zadanie polegało tylko na tym, aby realizować żądanie szefa policji bezpieczeństwa i SD (Heydricha) codziennego zwiększania liczby egzekucji".
Kierując z Gdańska działaniami EK 16 Tröger odegrał kluczową rolę przy planowaniu i realizacji akcji eksterminacji polskiej inteligencji na okupowanych terenach Pomorza, jak również w prześladowaniach ludności żydowskiej na tym obszarze. Na początku października 1939 Tröger zorganizował w Gdańsku naradę kadry dowódczej EK 16, podczas której przekazał zgromadzonym polecenie Reichsführera-SS Heinricha Himmlera, aby "sprzątnąć polską inteligencję". Wkrótce później na całym Pomorzu rozpoczęły się masowe egzekucje (m.in. w Piaśnicy). Jednostka Trögera zazwyczaj pełniła w ich trakcie rolę koordynującą. Członkowie EK 16 (rozsiani po pomorskich urzędach policyjnych, aresztach oraz obozach dla internowanych) tworzyli specjalne komisje, które decydowały o tym których więźniów zwolnić lub wysiedlić do Generalnego Gubernatorstwa, których skierować do obozów koncentracyjnych, a których zlikwidować na miejscu. W prowadzonych na własny użytek statystykach, Niemcy oceniali liczbę ofiar Einsatzkommando 16 na około 20 000. W rzeczywistości liczba ofiar Intelligenzaktion sięgała na Pomorzu od 30 000 do 40 000 zamordowanych. Wedle zeznań świadków Tröger miał osobiście podpisywać listy z nazwiskami Polaków skazanych na śmierć.
Dr Tröger posiadał w tym czasie stopień SS-Sturmbannführera oraz obejmował stanowisko dyrektora rządowego (Regierungsdirektor). Mimo stosunkowo niskiego stopnia był jednak niewątpliwie jednym z ważnych współpracowników partyjnego kierownictwa Okręgu Gdańsk-Prusy Zachodnie oraz partnerem w rozmowach z gauleiterem Albertem Forsterem. W listopadzie 1939 Tröger został mianowany Inspektorem Policji Bezpieczeństwa (IdS) w Gdańsku, którą to funkcję pełnił do połowy stycznia 1940. Po formalnym zakończeniu Intelligenzaktion brał udział w planowaniu i przeprowadzaniu masowych wysiedleń Polaków zamieszkujących świeżo utworzony Okręg Gdańsk-Prusy Zachodnie. Szczególny nacisk kładł zwłaszcza na konieczność wypędzenia z Pomorza rodzin Polaków zamordowanych w trakcie operacji "politycznego oczyszczania terytorium".

## Śmierć
Na początku 1940 Tröger wstąpił ochotniczo w szeregi Wehrmachtu (w stopniu podporucznika rezerwy). Wedle słów jego podkomendnego, Jakoba Lölgena, uczynił to jakoby z powodu wyrzutów sumienia za zbrodnie popełnione na terenach Pomorza. Z drugiej strony należy jednak pamiętać, że w nazistowskim kierownictwie dobrze widziane było odbywanie przez wyższych oficerów SS i policji krótkoterminowej służby frontowej (taki epizod w karierze miał np. kat warszawskiego getta, Jürgen Stroop). W szeregach Wehrmachtu Tröger wziął udział w Kampanii na Zachodzie. Poległ 16 czerwca 1940 podczas walk o przełamanie Linii Maginota.